# Burg Ehrenberg (Reutte)

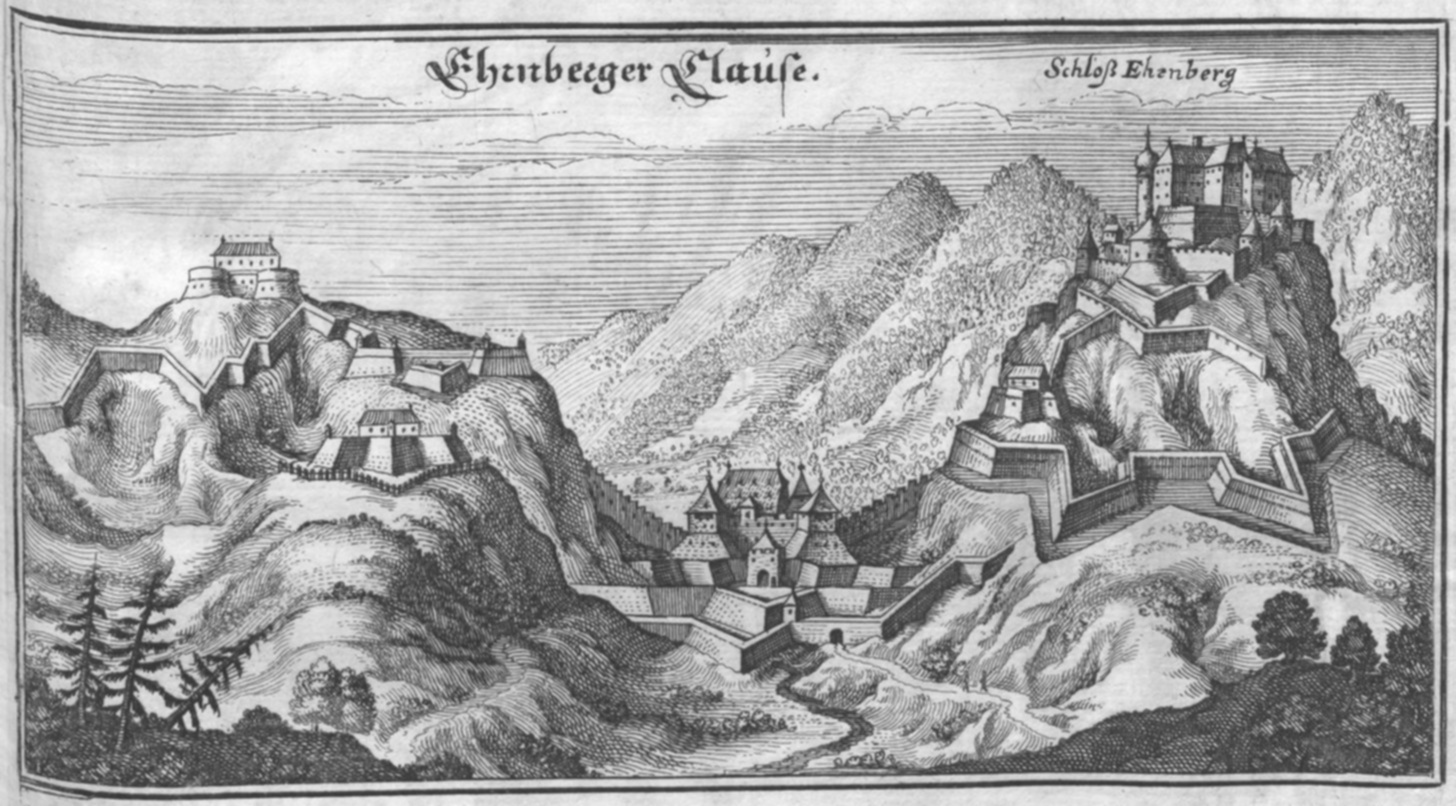
Ehrenberg in der Topographia Provinciarum Austriacarum von Matthäus Merian (1649)

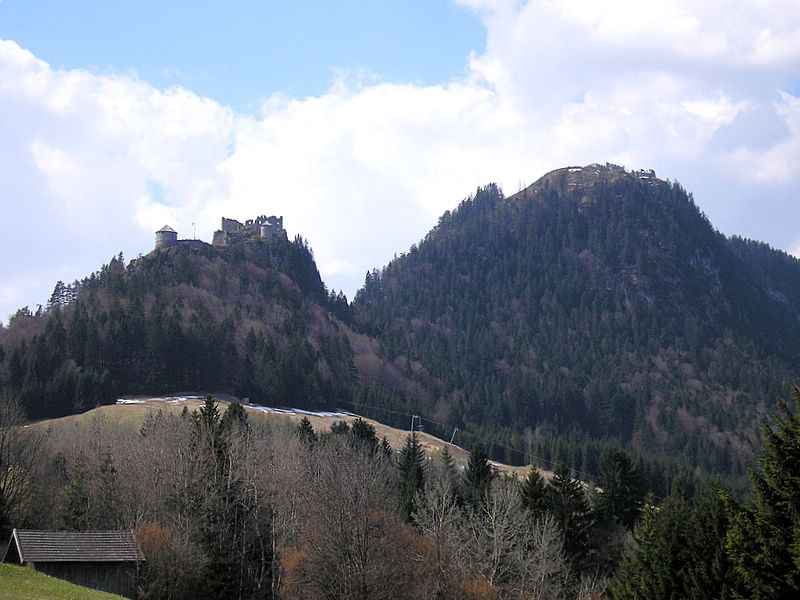
Burg und Festung von Norden

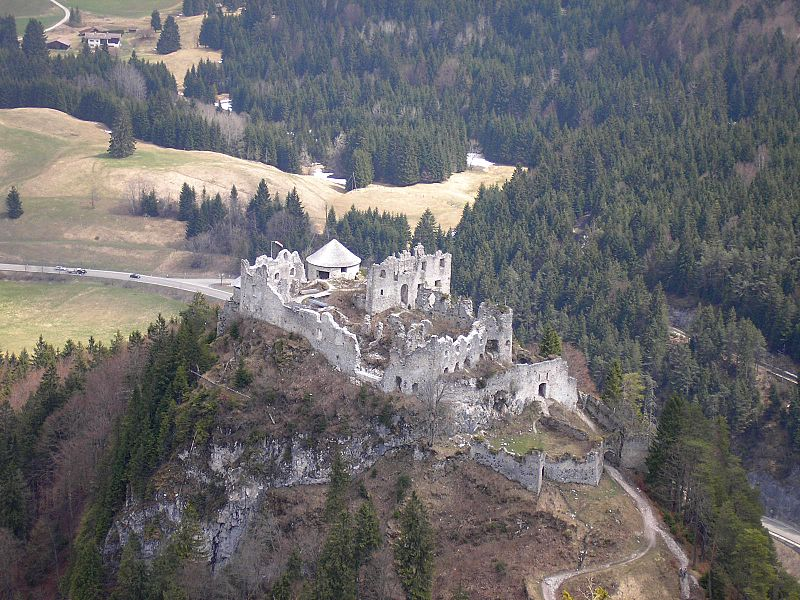
Die Burg vom Schloßkopf

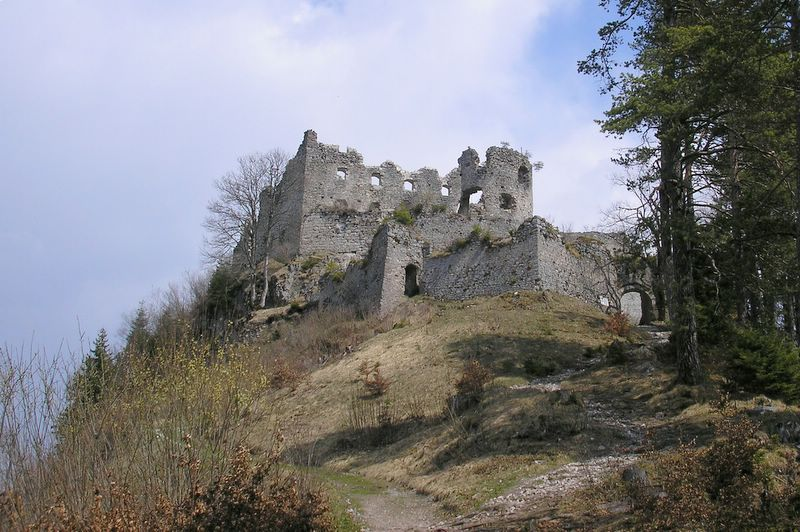
Südansicht mit den barocken Torbefestigungen

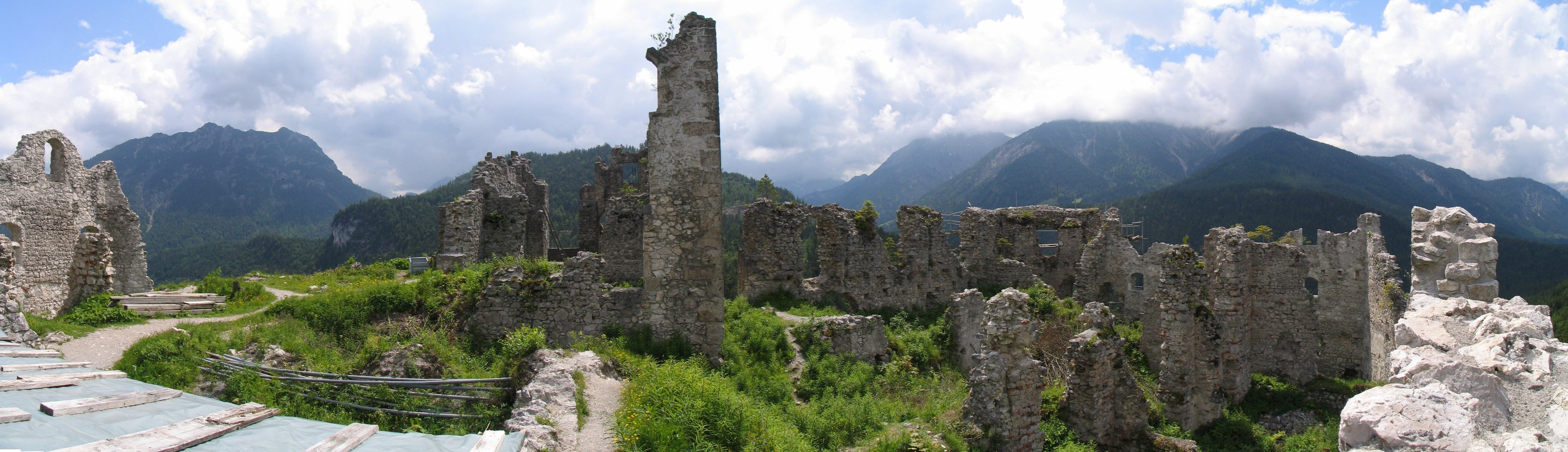
Die Ruinen der Hauptburg

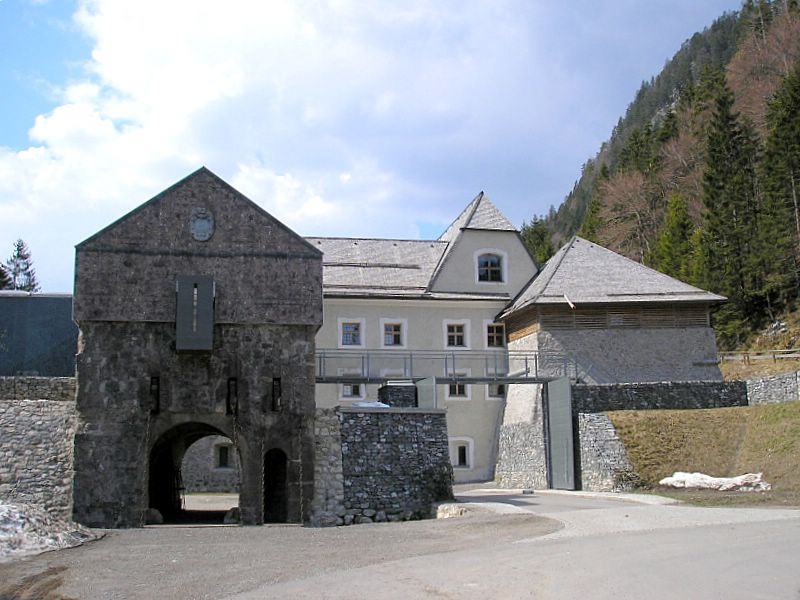
Hornwerk und Klause von Norden

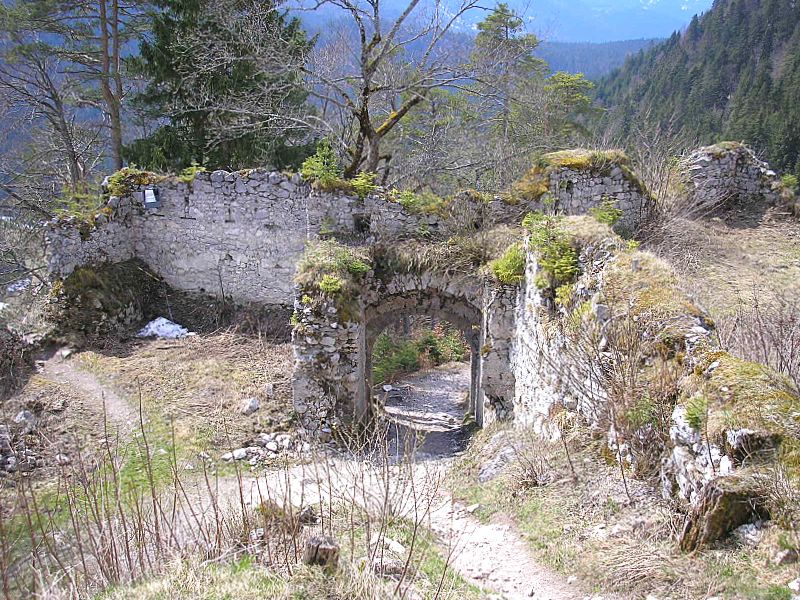
Das barocke Außentor

Die Burg Ehrenberg ist die Ruine einer Höhenburg am Nordrand der Lechtaler Alpen auf 1100 m ü. A. südlich über Reutte im Außerfern in Tirol. Die Burgruine ist der Mittelpunkt eines der bedeutendsten Festungsensembles Mitteleuropas. Die Burg wird von der barocken Festung Schlosskopf überragt, unterhalb sperrt die Ehrenberger Klause das Tal. Östlich der Bundesstraße vervollständigt das Fort Claudia das Befestigungssystem.
Einst galt das Burgenensemble als uneinnahmbares Bollwerk und war wichtigste Zollstation zwischen der nördlichen und südlichen Handelsroute. Heute gehört die Klause mit den umgebenden Burgen und Festungen wohl zu den ältesten und wichtigsten Festungsanlagen im nördlichen Tiroler Voralpenland.

## Geschichte
Im 13. Jahrhundert gehörte das Gebiet um Reutte größtenteils zum staufischen Machtbereich. 
Gegen Ende des Jahrhunderts gelangten die Herrschaftsrechte über die Witwe Konrads IV. als Heiratsgut an den Grafen Meinhard II. von Görz-Tirol. 
Die neue Burg über Reutte dürfte gegen 1290 entstanden sein. In diesem Jahr hatte der Tiroler Graf seine Burg bei Pfronten (Burg Falkenstein) an den Bischof von Augsburg übergeben, was ein Grund für den Neubau gewesen sein könnte. Als erster Burghauptmann wird 1293 Heinrich von Starkenberg (Capitaneus ad Ernberch) erwähnt.
Die Baukosten wurden teilweise aus dem landesfürstlichen Einkommen aufgebracht. Die Restsumme wurde von den Gemeinden der Gerichtsbezirke Imst, Petersberg und Hörtenberg eingefordert, deren Bewohner auch zu umfangreichen Robotdiensten herangezogen wurden.
1314 verpfändete der Sohn Meinhards, Herzog Heinrich von Kärnten, das Gericht „im Wald“ und die Burg an den Grafen Konrad von Kirchberg. Die Pfandschaft wurde jedoch 1317 wieder eingelöst und die Burgverwaltung an Heinrich von Starkenberg zurückgegeben. 
Burg und Gericht wurden während des Spätmittelalters noch mehrmals verpfändet, so 1352 an Herzog Konrad IV. von Teck, dem der Markgraf von Tirol 14.000 Mark Berner schuldig war. Die Klause unter dem Burgberg brachte reiche Zolleinnahmen, Ehrenberg war deshalb als Pfand sehr begehrt.
1354 ging der Pfandbesitz an Herzog Albrecht II. von Österreich, der ihn 1362 wiederum an Conrad von Freyberg, Vizedom in Oberbayern weitergab. 1365 löste der Österreicher das Pfand wieder ein. Als Pfleger erscheint im Jahre 1445 der Sigmund Henlein. Nach mehreren weiteren Verpfändungen wie an Reinprecht V. von Graben kam Ehrenberg schließlich an den Augsburger Kaufmann Georg Gossembrot. Unter Gossembrot wurde Reutte zum Markt erhoben, allerdings war der Augsburger bei der Bevölkerung äußerst unbeliebt. Als er 1502 im nahen Füssen starb, soll er von seinen Untertanen vergiftet worden sein.
Nach dem Tod Gossembrots gelangte die Herrschaft 1523 über die Augsburger Familie Paumgartner an Gabriel Salamanca, einen als äußerst grausam bekannten Spanier. Die aufgebrachte Bevölkerung zwang den Herzog deshalb schon 1525, das Pfand wieder einzulösen.
1546 versuchten die Truppen des Schmalkaldischen Bundes in Tirol einzufallen. Burg und Klause Ehrenberg wurden bemannt, allerdings erschienen von den 200 aufgebotenen Untertanen nur 29. Insgesamt wurden die Wehranlagen nur von etwa 60 Mann verteidigt. Den Schmalkaldern gelang deshalb am 11. Juli 1546 die Einnahme der Klause, die Burg wurde am nächsten Tag übergeben. Im September gelang den Tirolern die Rückeroberung. Hierzu wurden auf dem Falkenberg sieben Geschütze postiert und die Burg sturmreif geschossen. Der protestantischen Besatzung gelang die Flucht zurück ins Allgäu. Die Beseitigung der Schäden der Beschießung dauerte bis ins Jahr 1551.
1552 fiel Moritz von Sachsen über Füssen in Tirol ein, konnte die Burg aber nicht einnehmen. Wiederum erwies sich jedoch der unbefestigte Falkenberg als Schwachpunkt des Befestigungskonzeptes. Die Soldaten umgingen Burg und Klause einfach über den Berg. Als sich die Truppen des Kurfürsten schließlich aus dem Gebirge zurückziehen mussten, wurde die Klause allerdings beschädigt und geplündert.
Nach dem Ende der Kampfhandlungen wurde die Burg von der Innsbrucker Regierung wenig beachtet. 1566 bestand die Besatzung aus ganzen fünf Mann und einem Stallburschen. 1601 verlegte der Pfleger seinen Sitz hinunter nach Reutte.
Kurz danach erkannte man jedoch den strategischen Wert der Grenzburg Ehrenberg als Passsperre. Erzherzog Maximilian veranlasste zwischen 1607 und 1609 größere Umbauten an den Befestigungsanlagen. 
Als schließlich 1632 (Dreißigjähriger Krieg) das protestantische Heer ins Land einzufallen drohte, wurden rasch weitere Ausbauten vorgenommen und die Burg Ehrenberg mit Vorwerken verstärkt. Über 6000 Soldaten unter dem Oberbefehl des Herzogs Bernhard von Weimar griffen die Klause an, konnten aber von den Tirolern zurückgeschlagen werden.
Claudia von Medici, die Witwe Erzherzog Leopolds V., ließ ab 1639 das Fort Claudia auf dem Falkenberg errichten. Baumeister der kleinen Festung war Elias Gumpp.
Im Spanischen Erbfolgekrieg gelang dem bayerischen Kurfürsten 1703 die Eroberung Ehrenbergs. Die Österreicher schafften einen Monat später jedoch die Rückeroberung. Die Bauern der Umgebung hatten einige Geschütze auf den – über der Burg liegenden – Schlosskopf gezogen und die Burg von dort beschossen.
Die österreichische Regierung begann anschließend mit der Planung einer großen Festung (1726–1741) auf dem Schlosskopf, deren strategische Notwendigkeit die vorangegangenen Kampfhandlungen aufgezeigt hatten.
Die neue Festung musste ihre Tauglichkeit allerdings nie mehr beweisen. 1782 wurden die Tiroler Festungen bis auf Kufstein aufgelassen. Das Festungssystem wurde als Steinbruch verkauft und ausgeschlachtet.
Mitte des 19. Jahrhunderts wurde die Ruine von dem angesehenen Reuttener Industriellen Heinrich Schoener erworben. Seit Mitte des 20. Jahrhunderts wurden im Einvernehmen mit den Eigentümern vom Verein „Rettet Ehrenberg“ Erhaltungsmaßnahmen getroffen und der Verfall des riesigen Festungsensembles gestoppt. Heute soll die Ruine nach dem Willen der Eigentümer Schoener-Tschurtschenthaler der Bevölkerung und den Gästen als Ruhepol und Ausflugsziel zugutekommen.

## Beschreibung

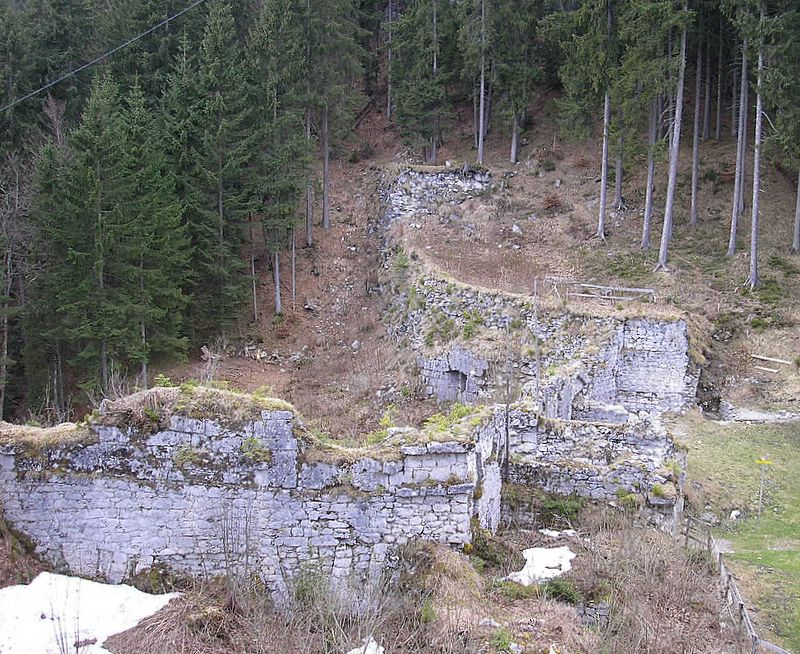
Das Hornwerk am Schlossanger zwischen Burg und Festung

Die Höhenburg wurde auf einem felsigen Hügel über dem Aufstieg zum Heiterwanger See angelegt. Der unregelmäßige Verlauf der Ringmauer passt sich an das Bergplateau an.
Die rechteckige Kernburg liegt erhöht auf einem Felsstock, dem eine Torbefestigung vorgelegt wurde. Nordöstlich sichert ein restaurierter Artillerieturm die Anlage. Die Burg ist durch lange Schenkelmauern mit der Klause und der Festung auf dem Schlosskopf verbunden.
Den Schlossanger zwischen der Burg und dem Schlossberg sichert ein Hornwerk des 18. Jahrhunderts.

### Die Kernburg
Die ursprüngliche Burganlage dürfte eher bescheiden ausgestattet gewesen sein und bestand wohl nur aus einem Palas und einer Vorburg. Diese Burg wurde gegen 1296 während einer Fehde belagert und anschließend ausgebaut. 1317 wurden 4200 Dachziegel für die Burg verrechnet. Die Klause am Fuß des Burgfelsens war wohl gleichzeitig mit der Burg als Straßensperre angelegt worden.
Der quergestellte Hohe Stock entstand während des dritten Viertels des 15. Jahrhunderts. Weite Ergänzungen erfolgten vom 15. bis zum 17. Jahrhundert. Die Südecke ist durch einen halbrunden Turmbau bewehrt. Südlich und östlich liegt ein Zwinger vor den Gebäuden, der Torweg führt durch diesen Zwinger zum inneren Tor. Das Mauerwerk ist durch zahlreiche Fensteröffnungen unterbrochen und teilweise mehrstöckig erhalten.

### Die äußere Ringmauer
Die Außenbefestigung gehört weitgehend dem 16. und 17. Jahrhundert an und wurde der Kernburg zwinger- bzw. vorburgartig vorgelegt. Der große Geschützturm im Nordosten (Falkenturm) entstand ab 1551 durch den Umbau eines halbrunden, zinnengekrönten Schalenturms. Neben dem Batterieturm sind der Mauer noch zwei kleine Rundtürme und eine Bastion angefügt. Im Südwesten schützt eine bastionierte Toranlage den Zugang.
Die Befestigungsanlagen entsprachen schon zu ihrer Entstehungszeit nicht dem neuesten Stand der Wehrtechnik.

### Die Klause
Die Klause am Katzenberg wird erstmals 1317 urkundlich erwähnt. Neben der Sperrmauer stand dort ursprünglich ein Festes Haus. Unter Georg Gossembrot wurde ab 1482 ein Kornkasten hinzugefügt.
Das landesfürstliche Inventar von 1525 nennt neben der Zoll- und Poststation auch ein Wirtshaus.
Anfang des 17. Jahrhunderts verstärke man die Klause auf der Nordseite durch zwei vorspringende Bastionen italienischer Art. Nach 1618 kamen noch ein Hornwerk und weitere Vorwerke hinzu, im 18. Jahrhundert errichtete man zusätzlich eine zweistöckige Kaserne. Nach der Auflassung der Festung im Jahr 1782 wurden die Gebäude teilweise ausgeschlachtet. In den neunziger Jahren des Zwanzigsten Jahrhunderts begannen erste Revitalisierungsarbeiten. Das Hauptgebäude wurde restauriert und für die Aufnahme des Europäischen Burgenmuseums vorbereitet. Auch die Bastionen, das Hornwerk und die Kaserne sind mittlerweile konserviert und ergänzt.

## Weblinks

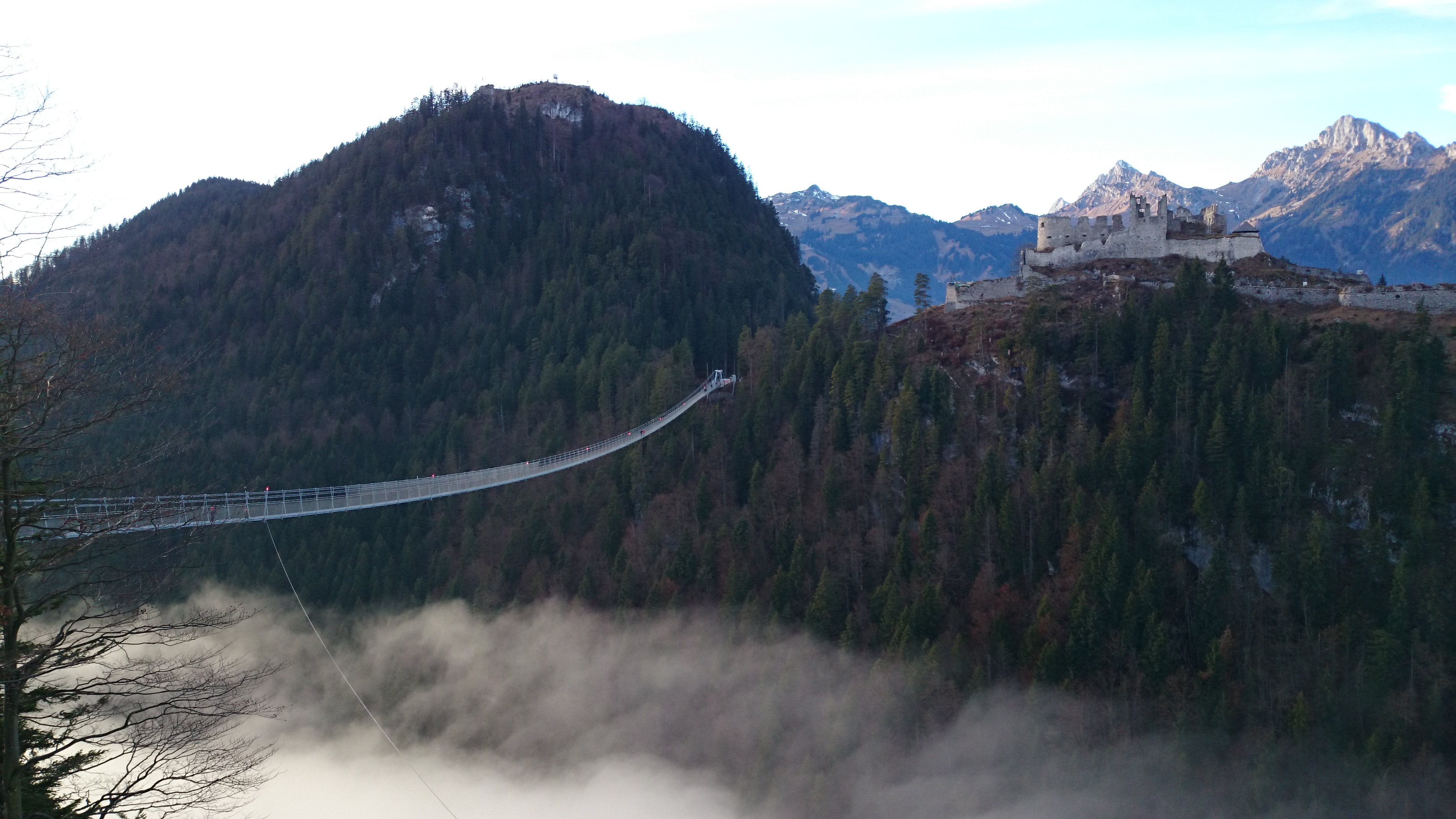
Talnebel unter der Hängebrücke highline179 zur Burg, mit Köllenspitze und Gehrenspitze dahinter